# Турі-Вила
Турі-Ви́ла (рос. Тури-Выла, чув. Тури Вылă) — присілок у складі Аліковського району Чувашії, Росія. Входить до складу Раскільдніського сільського поселення.
Населення — 322 особи (2010; 399 у 2002).
Національний склад:
- чуваші — 99 %